# دانیلا سامولسکی

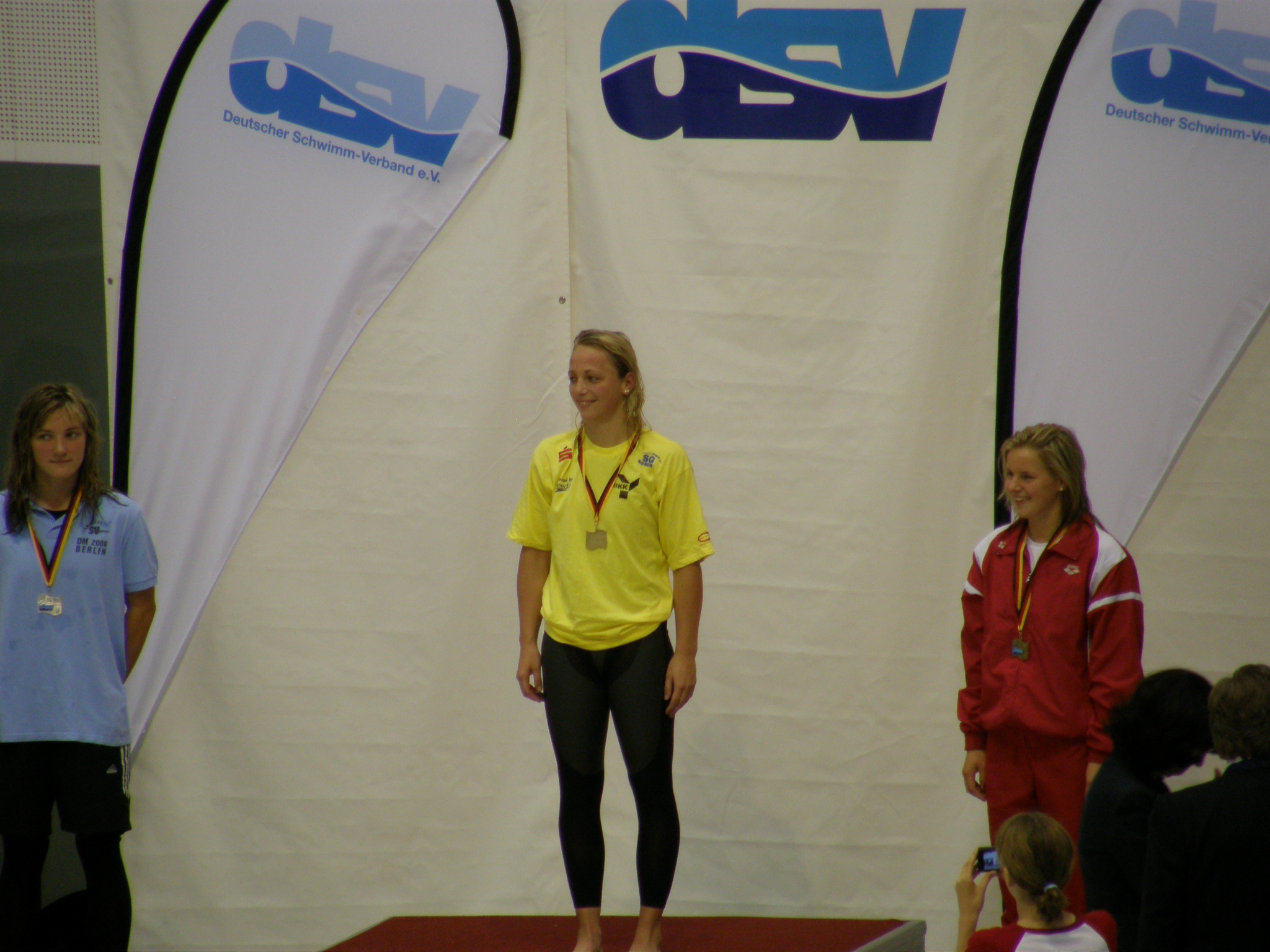

دانیلا سامولسکی (به آلمانی: Daniela Samulski) (زادهٔ ۳۱ مهٔ ۱۹۸۴ - درگذشته ۲۲ مهٔ ۲۰۱۸) شناگر اهل آلمان بود. نه روز پیش از تولد ۳۴ سالگی اش بر اثر سرطان درگذشت.